# Wack Wack Golf & Country Club
De Wack Wack Golf & Country Club is een van de oudste golfclubs in de Filipijnen.
De club werd in 1930 in Mandaluyong opgericht door William J. Shaw, een rijke Amerikaan die in Manilla woonde. Er werd voorheen gespeeld op een openbare baan buiten de stadsmuren en daarna ook wel op een privé 9 holesbaan in Caloocan.
Bill Shaw werd gesteund door een aantal goede spelers die erin geloofden een club op te richten voor leden van alle rassen en nationaliteiten. Het streven was naar 400 leden die ieder moesten zorgen voor een bijdrage van PhP 1000. Ter promotie van het plan werd een grote picknick georganiseerd op het stuk land dat ze wilden kopen. Binnen een maand had de club genoeg leden. Er werd een Amerikaanse golfprofessional aangetrokken die toezicht moest houden op het aanleggen van de baan. In 1932 waren de East Course en het clubhuis klaar. Shaw kocht een stuk land bij voor nog een 18 holesbaan, de West Course, die minder lang werd en veel door de leden bespeeld wordt. Hij was president tot zijn overlijden op 1 maart 1939.
In de loop der jaren werd hier vaak het Filipijns Open gespeeld en in 1977 ook de World Cup of Golf, die door Antonio Garrido en Severiano Ballesteros gewonnen werd.